# Viktor Brandt
Viktor Jonas Brandt (* 8. Juli 1999 in Karlstad, Värmlands län) ist ein schwedischer Biathlet, der seit 2023 im Weltcup startet. Sein größter Erfolg ist der Gewinn der Goldmedaille mit der Herrenstaffel bei den Weltmeisterschaften 2024.

## Sportliche Laufbahn
Viktor Brandt trat 2017 erstmals bei Jugendweltmeisterschaften an, erzielte aber keine besonderen Ergebnisse. Er nahm in den folgenden Jahren bis 2021 jedes Jahr am Saisonhöhepunkt teil, bestritt aber auf Seniorenebene keine Wettkämpfe. Allerdings verliefen die Rennen auf Juniorenebene für Brandt selten erfolgreich, nur 2021 erzielte er mit Rang 26 im Sprint der Junioren-WM ein Ergebnis unter den besten 30. Sein Debüt im IBU-Cup feierte der Schwede im November 2021 in Idre und lief auf Anhieb auf Platz 17 im Sprint. Seine gute Form bestätigte er daraufhin mit einem siebten Rang im zweiten Sprint von Idre, den ersten Podestplatz errang er nach dem Jahreswechsel in der Single-Mixed-Staffel von Obertilliach an der Seite von Elisabeth Högberg hinter der russischen Auswahl. Auch an den Europameisterschaften nahm Brandt teil und wurde 21. des Einzels. Auch die Saison 2022/23 bestritt der Schwede fast ausschließlich im IBU-Cup, erzielte beim Massenstart 60 in Ridnaun einen siebten Platz und verpasste in Canmore mit Ella Halvarsson einen weiteren Podestrang nur knapp. Da Emil Nykvist krankheitsbedingt ausfiel, kam er am Saisonende in Östersund zu seinem Debüt im Weltcup und belegte im Einzel Rang 47.
Im Winter 2023/24 bestritt Brandt das saisoneröffnende Einzel in Östersund, wurde daraufhin aber in den IBU-Cup versetzt. Da er aber in Sjusjøen mit drei Top-10-Platzierungen, darunter Rang fünf im Sprint, überzeugte, wurde der Schwede nach dem Jahreswechsel wieder in den Weltcup beordert, erreichte in Oberhof das erste Verfolgungsrennen auf der höchsten Ebene und ergatterte im verkürzten Einzel von Antholz mit Rang 32 seine ersten Weltcuppunkte. Seinen größten Erfolg feierte Brandt aber bei den Weltmeisterschaften 2024: Nachdem er schon im Sprint Rang 24 erreicht hatte, wurde er als Startläufer der Herrenstaffel eingesetzt und übergab an sechster Stelle an Jesper Nelin. Dieser, Martin Ponsiluoma und Sebastian Samuelsson brachten das Team am Ende siegreich über die Ziellinie, nachdem die weit in Führung gelegene norwegische Staffel durch drei Strafrunden zurückgefallen war. Diese Goldmedaille war gleichzeitig die erste internationale Medaille im Biathlon für Viktor Brandt. Auch im letzten Trimester wusste er zu überzeugen, lief dreimal in die Punkteränge und gewann Silber im Massenstart der nationalen Meisterschaften. In die Saison 2024/25 startete der Schwede sogleich mit einem Podestplatz mit der Männerstaffel und ließ in der ersten Saisonhälfte drei weitere folgen. Eine starke Leistung zeigte er in Antholz, als er sich im Verfolgungsrennen von Rang 54 auf 18 verbesserte und somit sein bis dahin bestes Einzelergebnis im Weltcup aufstellte. Noch besser verlief das Saisonfinale in Oslo; Brandt erreichte trotz Schießfehler Platz 14 im Sprint und verbesserte sich im Verfolger bis auf Platz neun, seinem ersten Top-10-Ergebnis auf der höchsten Ebene des Sports.

## Persönliches
Viktor Brandt lebt am Biathlonstützpunkt in Östersund. Er studiert Informatik an der Mittuniversitetet, ebenfalls in Östersund. Brandts vier Jahre älterer Bruder Oskar war ebenfalls als Biathlet aktiv.

## Statistiken

### Weltcupplatzierungen
Die Tabelle zeigt alle Platzierungen (je nach Austragungsjahr einschließlich Olympische Spiele und Weltmeisterschaften).
- 1.–3. Platz: Anzahl der Podiumsplatzierungen
- Top 10: Anzahl der Platzierungen unter den ersten zehn (einschließlich Podium)
- Punkteränge: Anzahl der Platzierungen innerhalb der Punkteränge (einschließlich Podium und Top 10)
- Starts: Anzahl gelaufener Rennen in der jeweiligen Disziplin
- Staffel: inklusive Mixed- und Single-Mixed-Staffeln

| Platzierung               | Einzel | Sprint | Verfolgung | Massenstart | Staffel | Gesamt |
| ------------------------- | ------ | ------ | ---------- | ----------- | ------- | ------ |
| 1. Platz                  |        |        |            |             |         |        |
| 2. Platz                  |        |        |            |             | 1       | 1      |
| 3. Platz                  |        |        |            |             | 3       | 3      |
| Top 10                    |        |        | 1          |             | 6       | 7      |
| Punkteränge               | 4      | 3      | 5          | 1           | 7       | 20     |
| Starts                    | 7      | 11     | 8          | 1           | 7       | 34     |
| Stand: Saisonende 2024/25 |        |        |            |             |         |        |

### Weltcupwertungen
Ergebnisse bei Weltcups (Disziplinen- und Gesamtweltcup) gemäß Punktesystem.
| Saison  | Einzel | Einzel | Sprint | Sprint | Verfolgung | Verfolgung | Massenstart | Massenstart | Gesamt | Gesamt |
| Saison  | Platz  | Punkte | Platz  | Punkte | Platz      | Punkte     | Platz       | Punkte      | Platz  | Punkte |
| ------- | ------ | ------ | ------ | ------ | ---------- | ---------- | ----------- | ----------- | ------ | ------ |
| 2023/24 | 35.    | 26     | 68.    | 4      | 78.        | 2          | –           | –           | 62.    | 32     |
| 2024/25 | 53.    | 11     | 45.    | 38     | 24.        | 90         | 42.         | 12          | 40.    | 151    |

### Weltmeisterschaften
Ergebnisse bei den Weltmeisterschaften:
| Weltmeisterschaften | Weltmeisterschaften | Einzelwettbewerbe | Einzelwettbewerbe | Einzelwettbewerbe | Einzelwettbewerbe | Staffelwettbewerbe | Staffelwettbewerbe | Staffelwettbewerbe |
| Jahr                | Ort                 | Einzel            | Sprint            | Verfolgung        | Massenstart       | Herrenstaffel      | Mixedstaffel       | S.-M.-Staffel      |
| ------------------- | ------------------- | ----------------- | ----------------- | ----------------- | ----------------- | ------------------ | ------------------ | ------------------ |
| 2024                | Nové Město          | –                 | 24.               | 33.               | –                 | 1.                 | –                  | –                  |
| 2025                | Lenzerheide         | 42.               | 60.               | 51.               | –                 | 4.                 | –                  | –                  |

### Jugend-/Juniorenweltmeisterschaften
Brandt nahm bis 2018 an den Jugend-, ab 2019 an den Juniorenwettkämpfen teil.
| Weltmeisterschaften | Weltmeisterschaften | Einzelwettbewerbe | Einzelwettbewerbe | Einzelwettbewerbe | Herrenstaffel |
| Jahr                | Ort                 | Einzel            | Sprint            | Verfolgung        | Herrenstaffel |
| ------------------- | ------------------- | ----------------- | ----------------- | ----------------- | ------------- |
| 2017                | Osrblie             | 73.               | 70.               | –                 | 16.           |
| 2018                | Otepää              | 52.               | 66.               | –                 | 13.           |
| 2019                | Osrblie             | 78.               | 52.               | 54.               | 14.           |
| 2020                | Lenzerheide         | 93.               | DNF               | –                 | –             |
| 2021                | Obertilliach        | 40.               | 26.               | 48.               | 9.            |